# ブムデド県
ブムデド県（ブムデドけん、アラビア語: مقاطعة بومديد）は、モーリタニアのアサバ州の県。人口は7,917人（2013年国勢調査）。

## コミューン一覧
ブムデド県は3コミューンで構成されている。
- ブムデド（フランス語版）
- Hsey Tin
- Laftah

## 選挙区
ブムデド選挙区に属しているが、県よりも面積が小さい。 2018年時点で31,419 人の登録有権者がおり、議会に 1 議席を有している。